# 汽海
汽海（拉丁語：Mare Vaporum）是月球一座位于澄海西南側和雨海东南侧之间的月海。该月海周围地区地层形成于早雨海世时期，月海自身地层则形成于爱拉托逊纪。它坐落在风暴洋内一个古老的盆地或撞击坑中，直徑245公里(152英里)，面积约5.5万平方公里(2.1万平方英里)，大约形成于45.5亿年-38.8亿年前的早雨海世期。月海南面一条浅色细线是许癸努斯月溪，西北与亚平宁山脉相接壤。该月海名称为1651年意大利天文學家乔瓦尼·巴蒂斯塔·里乔利所命名。

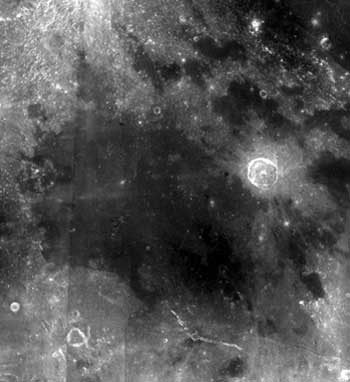
汽海全景。汽海右侧可看到发亮的圆形物-曼尼里乌斯陨石坑；南部的许癸努斯月溪像一条浅色的细线；照片左上侧则是亚平宁山脉。

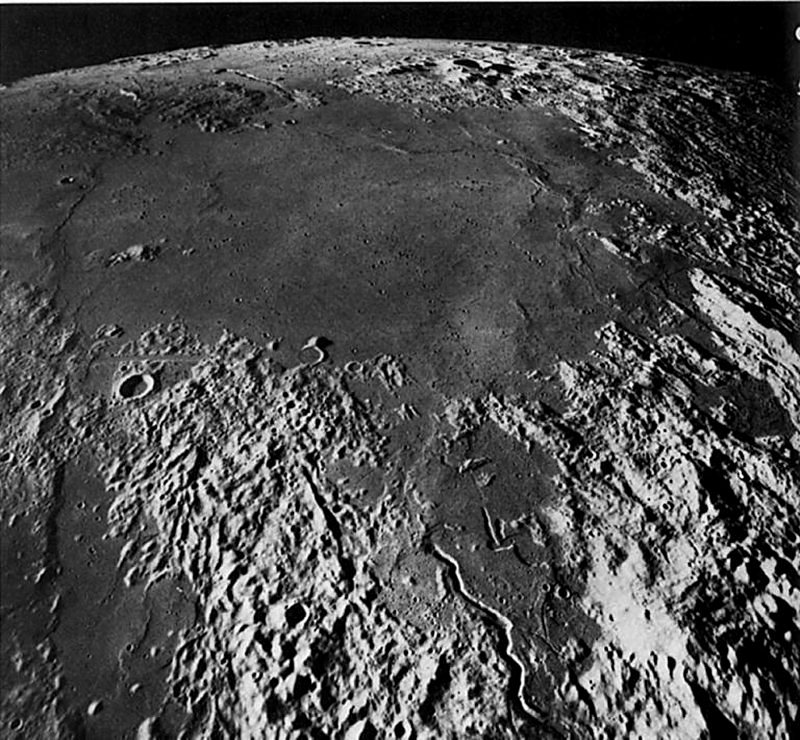
在月球軌道拍攝的汽海